# Pipotiazyna
Pipotiazyna – organiczny związek chemiczny, pochodna fenotiazyny, stosowany jako lek przeciwpsychotyczny. Dostępna jest tylko w postaci iniekcji domięśniowych długodziałających (typu depot) zawierających palmitynian pipotiazyny lub undecylenian pipotiazyny. 
Lek ten blokuje receptory dopaminowe D2 (Ki = 0,2 nM) i D3 (Ki = 0,28 nM). Wskazana jest w podtrzymującym leczeniu objawów schizofrenii i innych psychoz. Jest niedostępna w Polsce.

## Preparaty
- Piportil (Sanofi Aventis)